# Terminic

Der weltweit erste 3-Monatskalender

Die terminic GmbH ist ein deutscher Kalenderhersteller mit Sitz in Bremen. 
Das Unternehmen ist einer der wenigen Betriebe in Europa, die sich auf die Produktion von Wandkalendern spezialisiert haben. Gefertigt werden Kalender mit Drei-, Vier-, Fünf-, Sechs- oder Acht-Monatsübersicht für Unternehmen in aller Welt, die Kalender zur Kundenbindung einsetzen. terminic produziert dabei jährlich Wandkalender in Millionenauflagen mit Kalendarien in mehr als 30 Fremdsprachen.

## Geschichte
Das Unternehmen wurde 1927 als Buchdruckerei B. C. Heye & Co. in der Bremer Innenstadt gegründet und fertigte zunächst Kataloge, Zeitschriften und Formulare für Unternehmen und Behörden. 1937 wurde das Unternehmen von der Unterweser Reederei AG Bremen beauftragt, einen Kalender speziell für die Schifffahrt zu entwickeln, der den Befrachtern die Möglichkeit einer langfristigen Terminübersicht bot. Außerdem sollten diese Kalender mit einer „illustrierten Reklame“ verbunden sein. B. C. Heye entwarf und produzierte damit den weltweit ersten Wandkalender mit 3-Monatsübersicht – einem Kalendertyp, der heute in den meisten Büros anzutreffen ist. Ausgeliefert wurde der Kalender unter dem Namen „Schiffahrtskalender“ vorwiegend an Reedereien und schifffahrtsbezogene Unternehmen. 
Nach dem Zweiten Weltkrieg wurde 1949 die Kalender-Herstellung wieder aufgenommen. Ab Mitte der 1950er Jahre nutzen zunehmend auch Unternehmen anderer Branchen diese Mehrmonatswandplaner mit Werbemöglichkeit, woraufhin B. C. Heye im Jahr 1967 den Produktnamen terminic als internationale Schutzmarke eintragen ließ. Im Jahr 2000 firmierte das Unternehmen um und heißt inzwischen – wie seine Produkte – terminic.